# Gmina Bosiłowo
Gmina Bosiłowo (mac. Општина Босилово) – gmina w południowo-wschodniej Macedonii Północnej.
Graniczy z gminami: Wasiłewo od północnego zachodu, Berowo od północnego wschodu, Nowo Seło od południowego wschodu, oraz z Strumicą od południowego zachodu.
Skład etniczny
- 95,71% – Macedończycy
- 3,47% – Turcy
- 0,17% – Romowie
- 0,06% – Serbowie
- 0,59% – pozostali

W skład gminy wchodzi:
- 16 wsi: Bosiłowo, Monospitowo, Boriewo, Geczerlija, Drwosz, Ednokukewo, Iłowica, Petralinci, Radowo, Robowo, Saraj, Sekirnik, Staro Bałdowci, Turnowo, Hamzali, Sztuka